# Сорија
Сорија (шп. Soria) град је у Шпанији, главни град истоимене покрајине Сорија, и налази се у аутономној заједници Кастиља и Леон.
Лежи на реци Дуеро на истоку аутономне заједнице. Град је познат по зидинама и бројним црквама, од којих су најпознатије романичка конкатедрала Сан Педро, црква манастира Санто Доминго, остаци романичке архитектуре Сан Хуан де Дуеро који се налазе с друге стране реке Дуеро. Близу града, на само неколико километара, налазе се и археолошки остаци града Нумансија, келтиберског града који је познат по херојској колективној смрти својих становника приликом римске опсаде под вођством Сципиона Африканца Млађег. У Сорији се налази и Нумантински музеј, посвећен истоименом археолошком налазишту.

## Становништво
| 1981.  | 1991.  |
| ------ | ------ |
| 32.039 | 35.540 |

## Партнерски градови
- Колијур
- Meharrize